# Нігматуллін Нурмухамет Магафурович
Нурмухамет Магафурович Нігматуллін (башк. Нурмөхәммәт Мәғәфүр улы Ниғмәтуллин; 8 грудня 1946 — 26 червня 2019) — російський башкирський релігійний та громадський діяч. Муфтій та голова Духовного управління мусульман Башкортостану (1992—2019).
Член Громадської наради при Президентові Республіки Башкортостан, Вищого координаційного центру Духовних управлінь мусульман Російської Федерації, виконкому Всесвітнього курултаю башкирів, президії Башкирської республіканської організації Російського товариства Червоного Хреста.

## Життєпис
Нурмухамет Нігматуллін народився 1946 року в м. Сібаї Башкирської АРСР у родині мулли.
У 1971—1975 роках навчався у медресі «Мірі Араб» міста Бухари в Узбецькій РСР. Після цього був переведений до Ісламського інституту імені Імама аль-Бухарі в містіТашкенті, який закінчив у 1979 році за спеціальністю імам-хатиб, богослов.
У 1979—1983 роках Нурмухамет Нігматуллін обіймав посаду відповідального секретаря Духовного управління мусульман Європейської частини СРСР та Сибіру.
У 1980—1982 роках він навчався в Ісламському інституті «Ісламський заклик» в Дамаску в Сирії.
У 1983—1992 роках обіймав посаду імама-хатиба Уфимської соборної мечеті.
21 серпня 1992 року на з'їзді мусульман Башкортостану Нурмухамета Нігматулліна було обрано муфтієм і головою новоствореного Духовного управління Республіки Башкортостан.
28 квітня 2019 року стало відомо, що Нурмухамет Нігматуллін подав у відставку. 29 квітня 2019 року тимчасово виконуючим обов'язки голови ДУМ РБ був призначений Айнур Біргалін. Нігматуллін отримав у муфтіяті посаду радника.
Нурмухамет Нігматуллін помер 26 червня 2019 року в Уфі на 73-му році життя. Він не переніс операцію на кишечнику.